# قوشة لر
قوشة لر هي قرية في مقاطعة هشترود، إيران. عدد سكان هذه القرية هو 251 في سنة 2006.